# 格雷迪·迪安加拿
格雷迪·迪安加拿（Grady George Diangana，1998年4月19日—）是一位效力於英超球隊西布朗的職業足球運動員，司職進攻中場。迪安加拿出生於剛果民主共和國。四歲時，他的家人移居英國。迪安加拿在倫敦的胡列治（Woolwich）長大
。

## 球員生涯

### 韋斯咸
2010年，迪安加拿12歲加入韋斯咸青年軍。他最初是一名前鋒，後來開始擔任球會15歲以下球隊的進攻中場。他於2014年2月進行在球會18歲以下球隊首次上陣，並於2015年1月進行了職業發展第二級聯賽首次上陣。他於2016年5月14日與錘子隊簽訂了他的第一份職業合同。他於2018年6月簽署了一份新的為期兩年的合同。
2018年9月26日，迪安加拿在英格蘭足球聯賽盃對馬格斯菲特的比賽中首場亮相，並在倫敦體育場舉行的比賽中踢足全場以8-0勝出及射入兩球，當時與另外兩名年青球員康納·考文垂及祖·包維 。三天后，迪安加拿首次在英超登場，於第93分鐘入替菲臘比·安達臣，並以3比1擊敗曼聯。迪安加拿在隊友安德烈·耶莫蘭高受傷後成為隊中的一名常規球員，並於10月27日對李斯特城的英超比賽中首次以正選上陣，並在接下來對般尼的比賽中首次入球助攻。2019年1月18日，迪安加拿簽署一份新的為期六年的合約，將他留在韋斯咸直到2025年
。

### 外借西布朗
2019年8月8日，迪安加拿以借用形式加入西布朗直到賽季結束。他於2019年8月13日首次為西布朗上陣，在第一輪英格蘭足球聯賽盃中被米禾爾以2-1擊敗。迪安加拿在2019年8月17日的首次在聯賽上場中攻入西布朗隊的首兩球入球。其後在對盧頓的比賽中半場入替，在六分鐘內連進兩球，以2比1的勝利結束了盧頓的28主場比賽不敗紀錄。迪安加拿為西布朗在聯賽中上陣30場，射入8球，贏得英冠第二名自動晉級英超。這包括本賽季最後一場與昆士柏流浪以2-2平手的比賽中得到入球和助攻，在闊別英超兩年後，西布朗重返頂級聯賽。

### 西布朗
2020年9月19日，迪安加拿在對上艾佛頓的比賽踢進了西布朗重返英超的第一個進球。

## 國家隊
2018年11月，迪安加拿首次代表英格蘭U20參加國際比賽，與德國U20進行比賽，他於11月19日以2-0擊敗德國的比賽中首次為英格蘭亮相。
2019年9月，迪安加拿因為在西布朗的英冠首四場比賽中射入三球後令人印象深刻，首次被召入英格蘭U21隊，與土耳其U21和科索沃U21比賽，迪安加拿於2019年11月19日在杜廷赫姆以2比1擊敗荷蘭的比賽中首次為英格蘭U21隊上陣。

## 外部連結
- Soccerway資料庫：格雷迪·迪安加拿